# Mazama bru
El mazama bru (Mazama gouazoubira) és una espècie d'artiodàctil de la família dels cèrvids. Viu a Sud-amèrica i Panamà.